# Крета (Авелино)
Крета је насеље у Италији у округу Авелино, региону Кампанија.
Према процени из 2011. у насељу је живело 23 становника. Насеље се налази на надморској висини од 483 м.